# Corvomeyenia carolinensis
Corvomeyenia carolinensis är en svampdjursart som beskrevs av Harrison 1971. Corvomeyenia carolinensis ingår i släktet Corvomeyenia och familjen Metaniidae.
Artens utbredningsområde är havet utanför Kanada. Inga underarter finns listade i Catalogue of Life.